# Adsorpcja w mikroporach
Adsorpcja w mikroporach przebiega według innego mechanizmu niż adsorpcja w mezoporach, makroporach czy na powierzchni płaskiej. W porach adsorbentu o wymiarach większych niż typowe mikropory, a nawet w tzw. supermikroporach (czyli w porach na granicy rozmiarów mikroporów i mezoporów - rzędu 2-10 średnic cząsteczki adsorbatu), adsorbat może adsorbować się w sposób monowarstwowy, natomiast w typowych mikroporach (2-5 średnic cząsteczki adsorbatu) zjawisko ma inny charakter opisany w teorii objętościowego zapełniania mikroporów (TOZM) M. Dubinina i współpracowników. W ramach TOZM stosuje się szereg izoterm adsorpcji, z których najważniejsza jest izoterma Dubinina-Raduszkiewicza (DR) i jej uogólnienie, izoterma Dubinina-Astachowa (DA). W praktyce do opisu adsorpcji na takich typowych adsorbentach mikroporowatych jak węgle aktywne (węgle aktywowane) najczęściej stosuje się prostą eksperymentalną izotermę Freundlicha.
Przy opisie adsorpcji w mikroporach należy zwrócić uwagę na problem z ustaleniem ilości takich porów - ze względu na niewielkie rozmiary porów w stosunku do rozmiaru cząsteczek adsorbatu nie opisuje ich dobrze ani powierzchnia ani ich objętość (w praktyce oba pojęcia są jednak stosowane) - zdecydowanie należy unikać pojęcia pojemności monowarstwy a najbezpieczniejsze jest posługiwanie się pojęciem pojemności adsorpcyjnej. W zależności od rodzaju (w szczególności wielkości) stosowanego adsorbatu obserwowana pojemność adsorpcyjna będzie się silnie zmieniać (tzw. efekt sitowy).